# Mediální gramotnost
Mediální gramotnost je dovednost přístupu k médiím, kritického chápání a vyhodnocování jejich obsahu a případně též schopnost vytvářet vlastní sdělení. Samotný pojem mediální gramotnosti se v Česku hojně používá v různých odvětvích, ať se jedná o debatu o novinářském vzdělávání, o obsah a účel školního vzdělávání, projekty s mládeží financované Evropskou unií, nebo také o zákonem zavedenou odpovědnost distributorů audiovizuálních obsahů na vyžádání (tzv. video-on-demand). Pro termín lze najít více definic, které se od sebe více či méně liší, v základu jsou si však dosti podobné a záleží na tom, v jaké době a pro jaký účel či v jakém oboru byly formulovány. Liší se tak například definice pedagogické, mediálněvědní nebo jazykovědné, politické a zákonné. V Česku je diskuse o tomto termínu silně propojena s diskusí o školní mediální výchově.

## Definice pojmu
Nejčastěji citovanou definicí mediální gramotnosti v Česku je ta od prof. Jana Jiráka: „Tento pojem by měl sdružovat základní schopnosti – vyhledávání informací, vyhledávání obsahů, porozumění všech jejich významů, schopnosti sdělení analyzovat a porovnávat s dosavadními zkušenostmi, schopnost kriticky hodnotit.“ Tato definice se projevila i následně v tzv. Rámcových vzdělávacích programech (RVP), které vymezují školní mediální výchovu.
Výraz gramotnost historicky znamená schopnost číst a psát, případně počítat. V důsledku vývoje v rámci především pedagogiky se tento koncept rozšířil a obsahuje různé seskupení schopností, dovedností, postojů a kompetencí. V rámci pedagogického diskursu lze říci, že mediální gramotnost je gramotností funkční. Pedagožka Eva Niklesová pro mediální gramotnost vyjmenovává tyto schopnosti:
1. Dokáže se orientovat v textech a mluvených projevech. V těchto médiích dokáže rozlišit podstatné informace od nepodstatných.
2. Umí rozpoznat skryté významy, manipulační techniky, nepřesné a zcela neúplné informace atd.
3. Schopnost odlišit pravdivý text nebo výpověď od fabulace nebo subjektivního tvrzení, nepodloženého fakty.
4. Zvládne jasnou formulaci myšlenek a jejich zaznamenání.

Zdeněk Sloboda ve svém textu analyzujícím diskusi o mediální gramotnosti po roce 1989 představuje syntetický koncept mediálního pedagoga prof. Bernda Schorba – ten jej znázorňuje v trojúhelníku, jehož vrcholy jsou: znalost, hodnocení a jednání. „V tomto schématu […] znalosti o médiích znamenají: (1) znalost o fungování mediálních technologií a o tvorbě a struktuře mediálních obsahů, (2) povědomí o médiích coby institucích a průmyslu, tedy jejich (pracovní) struktuře, vzájemném propojení obsahů i mediálních společností a (3) orientaci v politických, společenských a historických mediálních souvislostech. Tedy v zásadě znalosti, které se objevují především v českém diskursu mediálních studií. Znalosti jsou pro Schorba pak předpokladem schopnosti hodnotit média a zacházet s nimi. Hodnocení médií je schopnost prohlédnout a hodnotit média, jejich strukturu, tvorbu a účinky a umět k tomu zaujmout vlastní postoj. Kritický pohled ovšem neznemožňuje média reálně konzumovat a nechat se jimi například bavit. Je to spíše předpoklad uvědomělého zacházení s médii, jejich vědomého výběru nebo odmítnutí. I tato oblast se ve většině kryje s aspekty zmiňovanými v dosavadním českém diskursu. Zde je patrné jasné poselství, že jakási mediální abstinence není vhodným způsobem ochrany proti případným negativním účinkům médií. V rámci českého diskursu asi nejméně zmiňovaná či rozpracovaná je oblast jednání (příp. také zacházení) s médii, která zahrnuje vědomý výběr a aktivní osvojování si mediálních obsahů a technologií na základně vlastního zájmu, hodnocení a aktivity. Je to tedy především ona aktivita, schopnost vlastní kreativní tvorby médií, schopnost skrze ně vyjádřit své zájmy a názory a skrze ně tak participovat na mediálním a veřejném prostředí. Tato posledně zmíněná dimenze politické a veřejné participace skrze média, ona dimenze občanství se objevuje i v anglo-amerických definicích mediální gramotnosti, ke kterým se někteří čeští autoři a autorky odkazují, nicméně české texty ji opomíjejí zcela, nebo jen v marginálních náznacích.“

## Vývoj mediální gramotnosti v Česku
Historické kořeny mediální gramotnosti v rámci českého prostředí lze najít už v podobenství Jana Ámose Komenského z jeho Labyrintu světa, kde metaforou pištců, píšťal a hvizdů říká, že média (tehdy noviny) jsou různého druhu, některá jsou líbivá a jiná méně, a jedinec by neměl bezbřeze naslouchat všem. Neměl by se jim ale také vyhýbat, jelikož mohou mít pro něj určitý přínos. Určité kvality mediálních obsahů a způsobu jejich podání je také možné nalézt v prvorepublikových příručkách k tzv. školskému filmu, tedy didaktickému využití filmu ve výuce.
Pro diskusi v Česku po roce 1989 definoval Zdeněk Sloboda tři diskursy o mediální gramotnosti:
1. Diskurs mediálních studií – je historicky prvním a nejsilnějším diskursem, který významně ovlivnil podobu pojetí mediální gramotnosti v mediální výchově ve škole; vychází především z angloamerického prostředí,[7] mediální gramotnost je kvalifikovaná a kritická recepce médií, k níž je možno dojít metodou „learning by doing“.[8]
2. Diskurs jazykovědný – do kontextu německé mediální pedagogiky přináší termín mediální gramotnost Dieter Baacke v roce 1973, kde adaptuje koncept Habermasovy komunikativní kompetence jako socializované dimenze osobnostní výbavy, jejímž prostřednictvím se jedinec může zapojit do společnosti; koncept komunikační či komunikativní kompetence se objevuje v textech Karla Šebesty, Daniela Bíny a Evy Niklesové; vedle snahy o reflexi mediálněvědního diskursu tito autoři právě často sahají do prací německé mediální pedagogiky; např. Eva Niklesová rozlišuje „mediální gramotnost“, kterou definuje podle Mičienky a Jiráka, a „mediální kompetenci“, která je pro ni nadřazená.
3. Diskurs (mediálně) pedagogický – na poli pedagogiky je průkopníkem (adaptací konceptů německé mediální pedagogiky) Jan Mašek, který coby didaktik médií upozorňuje na komplexitu nového mediálního prostředí 90. let; nicméně až do doby, kdy je nezvratné, že bude zavedena mediální výchova do škol (postupně od roku 2006 v rámci RVP), se pedagogika médiím, především těm masovým (zájem viz mediální didaktika) vyhýbá; za průlomový je možné vnímat text Kláry Šeďové v časopisu Pedagogika v roce 2004; stejně jako Mašek i Šeďová ve své snaze přiblížit český stav pedagogiky mediálněvědnímu diskursu o mediální výchově se obrací do publikací německé mediální pedagogiky.[9]

### Mediální gramotnost ve škole
Mediální gramotnost by měla být jednou ze základních dovedností, schopností a vědomostní bází dnešního člověka, který žije v moderní době plné mediálních obsahů a komunikačních technologií, jež jsou v procesu změny a inovace. Moderní člověk by měl ovládat komunikaci, vyznat se v médiích, využívat je pro své potřeby. Tento požadavek vedl od konce 90. let k rozvoji mediální výchovy ve škole jako prostoru, kde je možné a má se mediální gramotnost rozvíjet. Mezi hlavní cíle mediální výchovy patří:
- přiblížit, jak fungují mediální texty;
- vysvětlit, jak se podílejí na vytváření významů;
- vyložit, jak fungují mediální organizace;
- popsat, jak se publikum zmocňuje mediálních produktů, technologií a institucí a dodává jim význam.

Z takovéhoto vymezení je patrný vliv mediálních studií. V Rámcových vzdělávacích programech (RVP) se pak dále přidává ještě tvůrčí a produkční složka. Mediální gramotnost tak má dvě hlavní dimenze: znalostní a schopnostní. Jde o znalosti pro kritický odstup a umožnění maximálního využití potenciálu médií jako zdroje informací, hodnotné zábavy a aktivního trávení volného času. Schopnosti pak umožňují a ulehčují tento kritický odstup a maximální kontrolu vlastního užívání médií. Mediální výchova se do škol zavádí postupně na různých úrovních školství od roku 2006 do roku 2009.
Od roku 2018 mediální gramotnost na základních a středních školách šíří také např. spolek Fakescape, který pomocí her a workshopů pomáhá dětem rozvíjet kritické myšlení a ověřování informací.

## Mediální gramotnost ve světě
Mediální výchova se již od druhé světové války zabývá rozvíjením schopností, vedoucích k větší rezistenci vůči různým formám totalitní či autoritářské propagandy, dle Piera Cesare Rivoltella ji lze rozdělit do čtyř modelů podle kulturních, historických, sociálních, politických, ekonomický, náboženských specifik, konkrétně:
- model kanadský, který se orientuje na rozvoj kritického myšlení a konceptu občanství,
- model Spojených států amerických, akcentující spíše snahu o regulaci sexuálních či násilných obsahů,
- model latinskoamerický, jenž má v centru pozornosti zmiňovanou odolnost proti ideologickému působení a zaměřuje se více na kulturní hodnoty,
- model australský, v centru jehož zájmu stojí ochrana menšin.

Christine Trueltsch-Wijnen si ve své mezinárodní analýze pedagogického přístupu k médiím všímá, že v každé zemi historicky existuje jeden či více konceptů blížících se alespoň částečně tomu, co je obsahem mediální gramotnosti. Tyto jsou pak v současné době buď překrývány, někdy postaveny nesourodě vedle, nebo zahrnuty pod anglofonní koncept Media Literacy, v evropském kontinentálním prostoru případně také německou Medienkompetenz. Uvádí příklad italského a maďarského prostoru, kde (podobně jako v Česku) je mediální gramotnost navázána na cíle filmové výchovy: rozlišování médií (filmů) na vysoký a nízký vkus, vnímání historického vývoje a respektování určitého uměleckého kánonu, s čímž souvisí i důraz na estetický prožitek (ne tolik kritickou reflexi).
Dominantního postavení dosáhl anglosaský koncept Media Literacy, který silně ovlivněn tradicí mediálních a kulturálních studií se historicky zaměřuje více na kritické čtení a recepci mediálních textů, porozumění jazyku médií a médiím coby ekonomickým organizacím. Skandinávský a německý koncept Medienkompetenz je historicky více zacílený na vytváření funkčních kompetencí nejen média kriticky reflektovat, ale také aktivně tvořit (toto se objevuje v anglo-americké větvi „learning by doing“). Co se objevuje jak v anglo-americkém prostředí, tak i německém ve spojitosti s mediální gramotností, ale v prostoru střední a východní Evropy (a dalších oblastí světa) se prakticky nevyskytuje, je teze, že mediální gramotnost je důležitým předpokladem pro to být dobrým občanem (kritický, participující).
Kvůli národní roztříštěnosti existuje snaha definici mediální gramotnosti sjednotit. Autoritou v této oblasti je UNESCO. Na summitu v Paříži konaném v září 2014 přijalo Pařížskou deklaraci o Mediální a informační gramotnosti v digitální éře, která nejen definuje, co je to mediální gramotnost, ale definuje také klíčové aktéry, oblasti rozvoje a další sociálněpolitické kroky. (Vlivem počítačových korporací a navázáním na potřeby ekonomiky a pracovního trhu se do názvu přidává i slovo „informační“; zkráceně MIL – Media and Information Literacy).